# オングル
オングル・ノヤン（Önggür noyan, ? - ?）は、モンゴル帝国に仕えた千人隊長の一人で、ケフリン・バヤウト部の出身。『元朝秘史』では汪古児(wānggŭér)、『集史』などのペルシア語史料ではاونگور نویان(ūngūr nūyān)と記される。
また、オングルはバウルチを務めていたことでも知られており、『聖武親征録』は甕古児宝児赤(Önggür Baurči>wènggŭér bǎoérchì)、『集史』はاونگور باورچی(Önggür Baurči>ūngūr bāūrchī)とも表記している。

## 概要
『集史』「バヤウト部族志」によるとバヤウト部には「ジェデイ・バヤウト(ジダ河のバヤウト)」と「ケフリン・バヤウト(草原のバヤウト)」という2つの集団に分かれ、オングルはケフリン・バヤウトの出身であったという。また、バヤウトはモンゴル・ウルスの中でも弱小な集団で他の有力氏族に隷属しており、オングルの率いる集団はモンゲトゥ・キヤン(Mönggetü Qiyan)の支配する「キヤト・チャンシウト氏」に従っていた。『元朝秘史』の伝える所によると、オングル率いるバヤウト集団はモンゲトゥの息子チャンシウダイ(Čangši'udai)が率いるチャンシウト氏とともにチンギス・カンの勢力に投じたという。
第一次即位直後のチンギス・カンの勢力は「13翼」からなり、モンゲトゥ率いるチャンシウト氏とオングル率いるケフリン・バヤウトはその内「第8翼」を構成した。チンギス・カンに対して反抗的な者も多い「13翼」の中で「第8翼」のみは最初から最後までチンギス・カンに忠実であった。
オングルはチンギス・カンが最初に定めたケシク(親衛隊)のバウルチ(主膳の司)の一人であったことが知られている。『元朝秘史』にはコンゴタン部のスイケトゥ・チェルビ、スニト部のカダアン・ダルドルカンら3人が、チンギス・カンの「朝の飲み物/え欠かすまじ　夕べの飲み物を/え怠るまじ」という言葉とともに最初のバウルチに任ぜられたと記されている。一方、『集史』「バヤウト部族志」では『元朝秘史』とやや異なり、ベスト部のクチュグルが当初バウルチを務めていたが高齢のため退き、次はフーシン部のボロクルがバウルチとなったが右翼万人隊長となって軍務が忙しくなったため、代わりにオングルがバウルチの職に就いたと記している。
『元朝秘史』や『集史』、『聖武親征録』などが一致して伝える所によると、1215年に金朝の首都中都を攻略したチンギス・カンはシギ・クトクとオングル、アルカイ・カサルの3名に金朝の帑蔵(国庫)を検視するよう命じた。この時、金朝留守のカダはオングルら3名に金幣を差し出し、オングルとアルカイ・カサルは受け取ったが、シギ・クトクは受け取らなかった。後にこの一件を知ったチンギス・カンはシギ・クトクを褒め称え、オングルとアルカイ・カサルらを叱責した。
この後、オングルは史料上に現れることがなくなり、子孫についても記録がない。オングルの子孫について史料上に一切言及がないのは、上述した中都での一件が影響しているのではないかと考えられている。